# Shepton Montague
Shepton Montague är en ort och civil parish i Storbritannien.   Den ligger i grevskapet Somerset och riksdelen England, i den södra delen av landet, 170 km väster om huvudstaden London. Shepton Montague ligger 86 meter över havet och antalet invånare är 208.
Terrängen runt Shepton Montague är platt. Runt Shepton Montague är det ganska tätbefolkat, med 160 invånare per kvadratkilometer. Närmaste större samhälle är Yeovil, 19,5 km sydväst om Shepton Montague. Trakten runt Shepton Montague består i huvudsak av gräsmarker.